# Elderon (Wisconsin)
Elderon est un village du comté de Marathon, dans l'État du Wisconsin, aux États-Unis. En 2020, il comptait une population de 161 habitants.